# Barbara Duncan
Barbara Doyle Duncan (* 1921; † 28. März 2003 in New York City) war eine amerikanische Kunsthistorikerin, Kunstsammlerin und Mäzenin mit einem Schwerpunkt auf lateinamerikanischer Kunst. Mit ihrem wissenschaftlichen und finanziellen Engagement für Kunst aus Lateinamerika sowie ihrem institutionellen Wirken trug sie zur Profilierung dieses Sammel- und Forschungsgebiets in den Vereinigten Staaten bei. Teile ihrer bedeuteten Kunstsammlungen gelangten ab 1971 als Schenkung an das Blanton Museum of Art der University of Texas at Austin.

## Leben
Von 1947 bis 1955 lebte Barbara Duncan mit ihrem Ehemann John R. Duncan, der Manager der umfangreichen Zuckerproduktion der W.R. Grace & Company in Peru war, in Lima. Nach der Rückkehr in die Vereinigten Staaten begann sie mit dem Sammeln von Kunst. 1964 trat sie dem International Council of the Museum of Modern Art bei und wurde später Vorsitzende des Subkomitees für Lateinamerika. Im Jahr 1966 nahm sie am Symposium Art of Latin America since Independence der Yale University teil. Angeregt von der aktuellen Forschung entschied sich Duncan dazu, am Institute of Fine Arts der New York University einen Masterabschluss zu machen, den sie 1968 erreichte. Ihre beiden Abschlussarbeiten behandelten den Künstler Joaquín Torres-García aus Uruguay sowie religiöse Kunst aus dem kolonialen Peru und dienten als Basis für ihre spätere Forschung und kuratorische Tätigkeit. Nach ihrem Abschluss wurde Duncan Associate Curator für Zeichnungen am Museum of Modern Art und war am Aufbau dessen Archivs zur lateinamerikanischen Kunst beteiligt.
In den späten 1950er- und den 1960er-Jahren baute Duncan eine Sammlung von Kunst der Jahrhundertmitte aus Lateinamerika auf. Diese Sammlung wurde mit der von Stanton Catlin vom Center of Inter-American Relations in New York City organisierten Ausstellung Latin American Paintings and Drawings from the Collection of John and Barbara Duncan 1970 erstmals der Öffentlichkeit vorgestellt. Diese Ausstellung wurde im Anschluss von der International Exhibitions Foundation in Washington D.C. übernommen und tourte dann durch die Vereinigten Staaten. Eine der ersten Stationen war das University Art Museum der University of Texas at Austin, mit dem seit dem Yale Symposium 1966 über dessen Direktor Donald B. Goodall Kontakte bestanden. Dort zeigte sie zeitgleich eine von ihr kuratierte Ausstellung mit Werken von Torres-García. Die beiden Ausstellungen, die von Anfang Dezember 1971 bis Mitte Januar 1972 in Austin gezeigt wurden, hatten einen großen Einfluss auf das dortige Museum und festigten die Beziehung zwischen Institution und der Sammlerin. Am 17. Dezember 1971 gaben die Duncans die Schenkung von 53 Gemälden an das Museum der UT Austin bekannt, „[…] damit sie integraler Bestandteil des weiteren Programms der Universität werden, das mit Sammeln, Ausstellen und Erforschen der Kunst Amerikas befasst ist.“ Direktor Goodall griff in seinem Dankschreiben dieses mehrschichtige Verständnis des Auftrags des Museums auf, das sich mit seinem eigenen deckte. Barbara Duncan selbst vertrat die Position, dass Sammler neben den Studios der Künstler und Kunstgalerien auch ein tiefes kunsthistorisches Verständnis bräuchten, das sich im akademischen Umfeld von Universität und Museum ausbildet. Nach dem Gastspiel in Austin tourte die Ausstellung Latin American Paintings and Drawings from the Collection of John and Barbara Duncan ab Mitte Januar 1972 für ein Jahr durch acht weitere Museen.
Die Zusammenarbeit zwischen dem University Art Museum in Austin und Duncan verstetigte sich in der Folge. Vom 13. Oktober bis 24. November 1974 zeigte das Museum ihre Wanderausstellung der Joaquín Torres-García Family Collection, die 200 Leihgaben aus Uruguay zeigte und von einem von Duncan verfassten Katalog begleitet wurde. Im Anschluss wurde diese Ausstellung in Bogota, Caracas, Lima und São Paulo gezeigt. Der von Duncan mit dieser Schau verfolgte Ansatz wurde prägend für die folgenden Ausstellung lateinamerikanischer Kunst des Kunstmuseums der UT Austin bis in die späten 1990er-Jahre. Mitte der 1970er-Jahre war Duncan offiziell Beraterin für die Amerikasammlung des University Art Museums. In einer Pressemitteilung vom 22. Oktober 1974 betonte das Museums die Rolle der Sammlerin und Kunsthistorikerin als Katalysator für Kontakte zu vielen Künstlern und Unterstützerin von Ankäufen von Kunstwerken und Archivmaterial. Insgesamt überließen sie und ihr Ehemann dem Museum 200 Gemälde und 1200 Zeichnungen sowie Archivmaterial. Die Duncan Collection gilt als eine der besten Sammlungen von lateinamerikanischer Kunst seit den 1960er-Jahren in den Vereinigten Staaten.
Duncan organisierte eine Reihe einflussreicher Ausstellungen: So 1977 Recent Latin American Drawings (1969-1976). Lines of Vision, die über 100 Künstler umfasste, und 1985 Gloria in Excelsis. The Virgin and Angels in Viceregal Painting of Peru and Bolivia, die beide in der Americas Society in Manhattan gezeigt wurden. Daneben unterstützte sie die erste Auktion lateinamerikanischer Kunst von Sotheby’s in New York City im Jahr 1979, die ein unerwarteter Erfolg war und eine wichtige Rolle für weitere Aufmerksamkeit für diese Kunst durch die Öffentlichkeit und Institutionen spielte. In verschiedenen Rollen wirkte Duncan in Institutionen mit: Sie gehörte zum Board of Directors der Americas Society, war lebenslanger Trustee des International House in New York City und Direktor des International Council of the Museum of Modern Art.
Barbara Duncan verstarb am 28. März 2003 in New York City. Am 24. und 25. Mai 2005 wurden Werke aus ihrem Nachlass bei Sotheby’s in New York City im Rahmen der Auktion Latin American Art Including Property from the Collection of Barbara and John Duncan versteigert.
Duncan hatte drei Kinder – zwei Töchter und einen Sohn – mit ihrem Ehemann, mit dem sie 62 Jahre verheiratet war.

## Publikationen
- Barbara Doyle Duncan, Joaquín Torres-García, 1874–1949. Chronology and catalogue of the family collection (Exhibition held at the University of Texas at Austin Art Museum, Archer M. Huntington Galleries, 13 October–24 November 1974), Austin, TX 1974.
- Barbara Duncan (Hrsg.), Recent Latin American drawings, 1969–1976. Lines of vision, Washington D.C. 1977, ISBN 0-88397-000-7.
- Barbara Duncan (Hrsg.), Ten artists from the Galería de Arte Mexicano, Mexico City, New York City 1983.
- Barbara Duncan (Hrsg.), Gloria in excelsis. The Virgin and angels in viceregal painting of Peru and Bolivia, New York City 1986,
- Barbara Duncan, Exploring New Horizons in Latin American Contemporary Art. Time and Space: A Personal Saga, in: Revista. Harvard Review of Latin America, Winter/Spring 2001. Online.